# Haast (fleuve)
Pour les articles homonymes, voir Haast.
 (septembre 2018).
Si vous disposez d'ouvrages ou d'articles de référence ou si vous connaissez des sites web de qualité traitant du thème abordé ici, merci de compléter l'article en donnant les références utiles à sa vérifiabilité et en les liant à la section « Notes et références ».
Le fleuve Haast (en anglais : Haast River) est un cours d'eau qui a son extrémité sur la West Coast dans l'Île du Sud de Nouvelle-Zélande. 

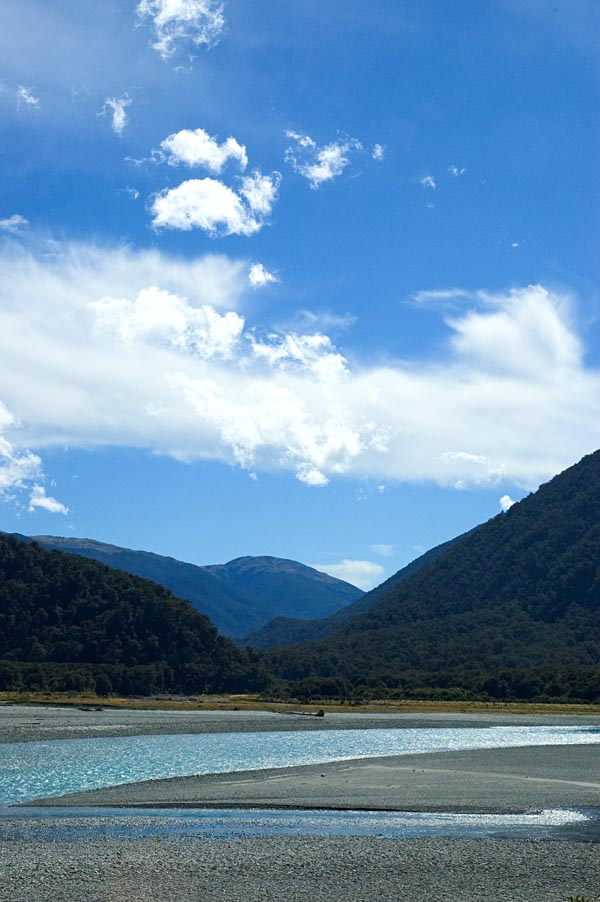
Vue de la rivière Haast

## Géographie
Le nom de la rivière a été dénommé  en l'honneur de Julius von Haast.
Ce fleuve  draine la partie ouest du bassin versant du col de  Haast (en). Il s'écoule sur 100 kilomètres avant d'entrer dans  la Mer de Tasman  près  du centre  ville de Haast. 
L'affluent  principal du fleuve  est la rivière  Landsborough.

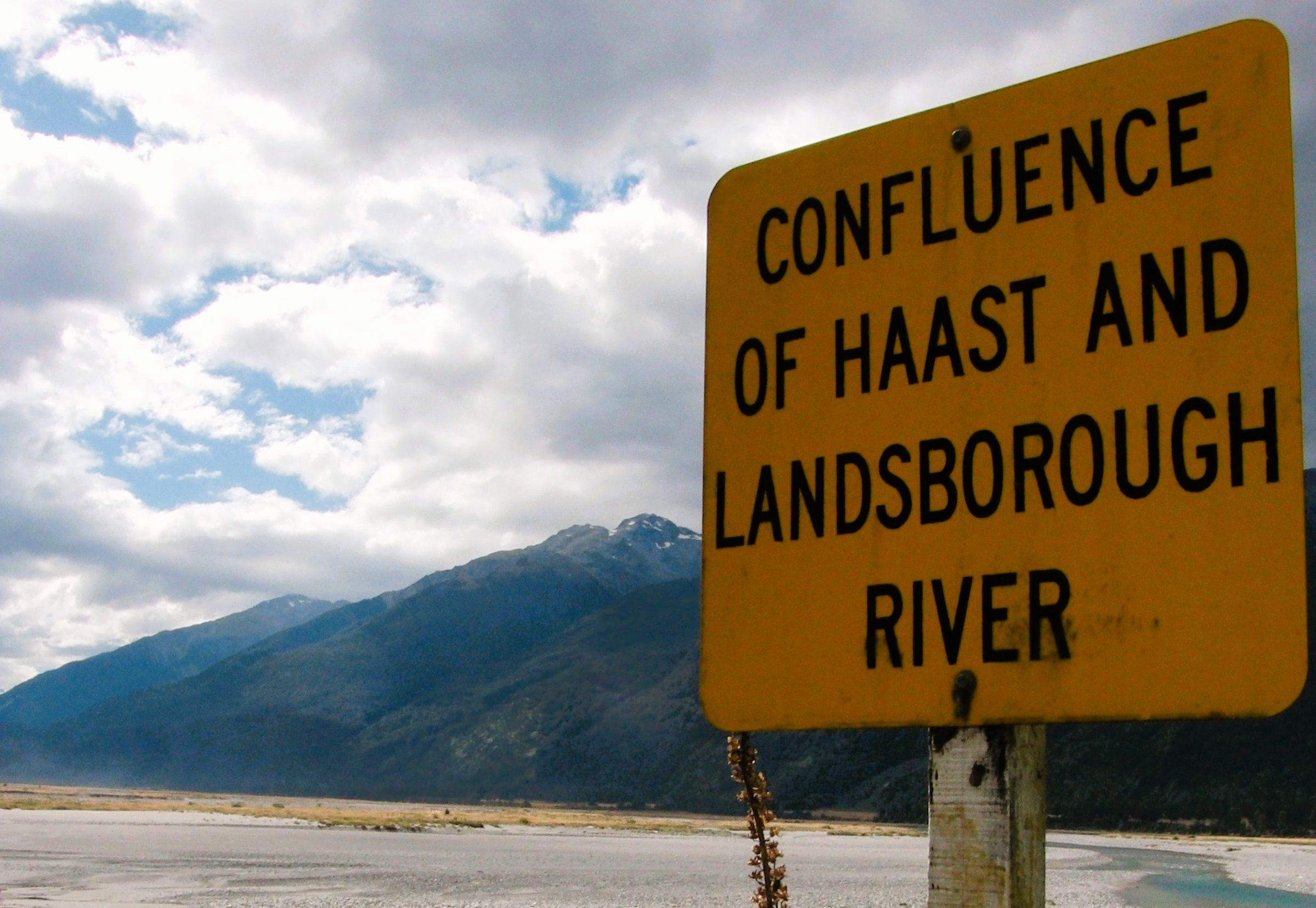
Confluence des rivières Haast et Landsborough

Les berges plates et herbeuses du cours inférieur du fleuve sont broutées par le bétail des fermiers locaux. À l'inverse, des opérateurs Touristiques offrent la possibilité des tours en jetboats sur le cours supérieur du fleuve, beaucoup plus sauvage.
Le fleuve promène souvent des fragments de glace en suspension dans l'eau venant des glaciers descendant des Alpes du Sud. La majorité des terres aux alentours du fleuve sont des propriétés publiques  et administrées par le  Department of Conservation. Elles ont été classées comme faisant  partie du Patrimoine mondial de l'humanité de Te Wahipounamu.

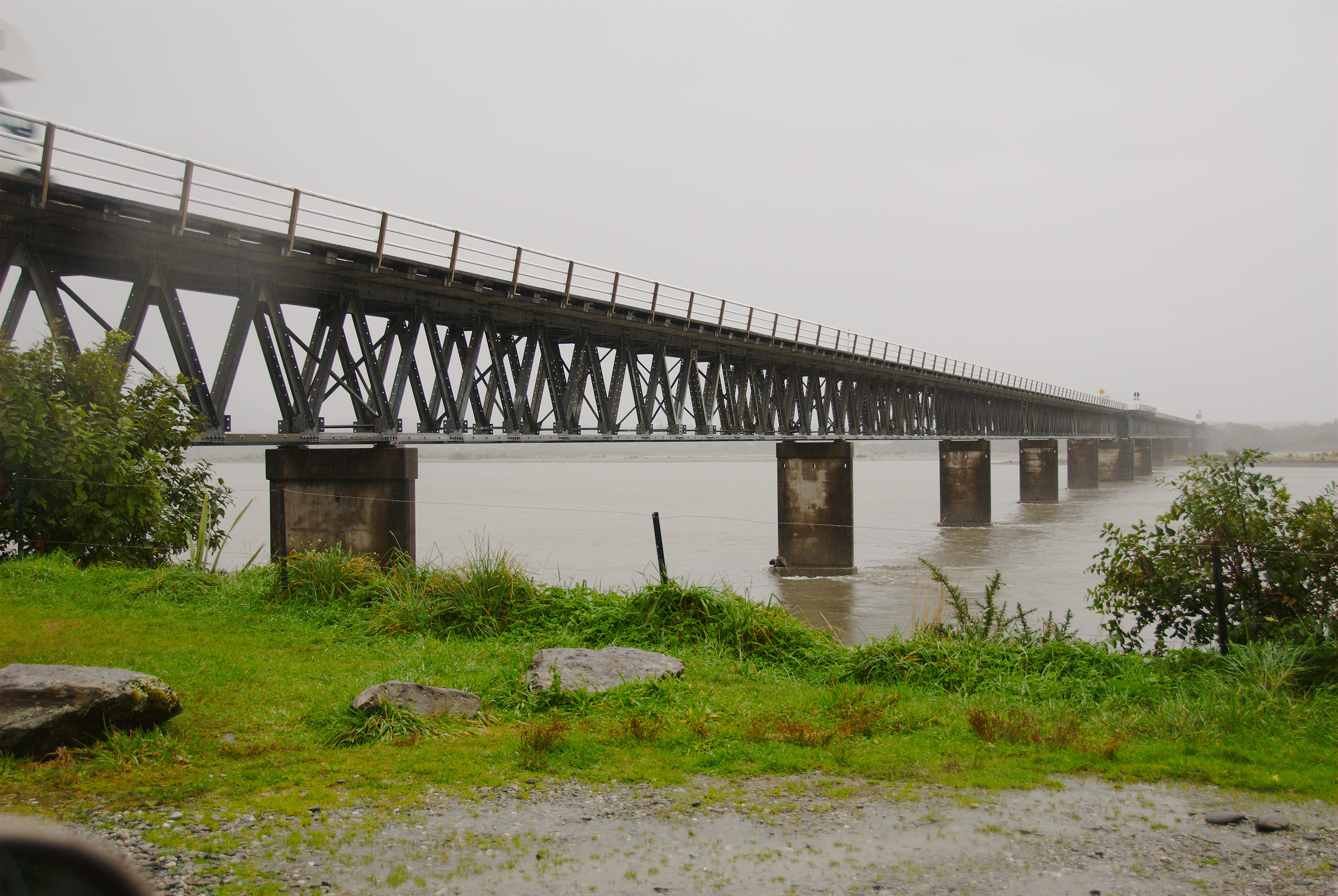
Le pont de singe à voie unique de 737 m de la rivière Haast

La State Highway 6 suit virtuellement la longueur complète de la rivière, avec un pont situé près de la côte, après le retour vers le centre ville de la ville de Haast. 
Avec une  longueur de 737 m, ce pont de singe est le plus long des ponts à voie unique de Nouvelle-Zélande, et le 7 e plus long pont de Nouvelle-Zélande.